# Raw (álbum)
Raw es un álbum de colección de White Tiger , lanzado el 9 de marzo de 1999 para el sello discográfico M.IL Multimedia, es el último álbum de la banda de Glam Metal, White Tiger, el álbum paso a platino, con canciones inéditas escritas por Mark St. John, junto con la formación original.
El disco recopila veinte temas entre inéditos y demos grabados por la banda durante sus años de carrera.

## Pistas
1. Do You Want Me
2. You're the One
3. Small Dose of Lovin'
4. What Ya Doin'
5. Day of the Dog
6. Lord of the Fire
7. Love Me or Leave Me
8. She's the Kind of Girl
9. Razor Rock
10. Brother the Devil
11. I'm a Lover
12. Pull It Tight
13. Love Me or Leave Me [Keyboard Version]
14. Baby (Somethin' About You)
15. Out Rockin'
16. Makin' Love
17. Fallin' in Love
18. You're Breakin' My Heart
19. Interlude/Little Pussy [instrumental]
20. Big Cat Strut [instrumental]

## Equipo
- David Donato - Voz
- Mark St. John - Guitarra
- Michael Norton - Bajo
- Brian James Fox - Batería